# Унітарний патент
| |
| Члени ЄУ, які беруть участь в унітарному патентному регулюванні, які також ратифікували Угоду про ЄПС (унітарні патенти поширюються на ці держави)         |
| Члени ЄУ, які беруть участь в унітарному патентному регулюванні, але не ратифікували Угоду про ЄПС (унітарні патенти поки що не поширюються на ці держави) |
| Члени ЄУ, які не беруть участи ні в унітарному патентному регулюванні, ні в Угоді про ЄПС (мають право на участь у майбутньому)                            |
| Інші учасники Європейської патентної конвенції (участь неможлива)                                                                                          |

Європейський патент з унітарною дією, також відомий як унітарний (єдиний) патент — європейський патент, який має унітарну дію в державах-учасницях Європейської Унії. Унітарна дія означає, що патент має загальний правовий статус у всіх державах-учасницях, усуваючи сценарії, за яких патент може бути визнаний недійсним судами в одній державі-учасниці, але підтверджений судами в іншій. Протягом одного місяця після видачі європейського патенту власник може подати заявку на унітарну силу, яка замінює валідацію європейського патенту в окремих відповідних країнах. Процедури порушення та анулювання проводяться в Єдиному патентному суді (ЄПС), рішення якого мають однакову силу для унітарного патенту в державах-учасницях в цілому, а не в кожній країні окремо. Унітарний патент може бути лише обмежений, переданий, анульований або втратити чинність стосовно всіх держав-учасниць. Проте ліцензування можливе для частини унітарної території. Унітарний патент може співіснувати з національними патентами («класичними» патентами) у державах, які не є учасницями. Заявлені цілі унітарного патенту полягають у тому, щоб зробити доступ до патентної системи «простішим, менш дорогим і юридично безпечним у межах Європейської  Унії» та «створення єдиного патентного захисту в усій Унії».
Європейські патенти видаються англійською, французькою або німецькою мовами, а унітарна дія не потребує подальших перекладів після перехідного періоду. Плата за підтримку унітарних патентів є нижчою, ніж сума зборів за продовження національних патентів відповідної території, що еквівалентно загальним зборам за підтримку Німеччини, Франції та Нідерландів.
Переговори, результатом яких був унітарний патент, можна простежити до різних ініціатив, починаючи з 1970-х років. У різний час проєкт або дуже подібні проєкти називали «патент Європейської Унії» (назва, що використовується в договорах ЄУ, які служать правовою основою компетенції ЄУ), «патент ЄУ», «патент Спільноти», «Патент Європейської Спільноти», «патент ЄС» і «COMPAT».
17 грудня 2012 року було досягнуто згоди між Європейською Радою та Європейським парламентом щодо двох регламентів ЄУ, які зробили унітарний патент можливим завдяки посиленій співпраці на рівні ЄУ. Законність двох регламентів оскаржили Іспанія та Італія, але всі їхні вимоги були відхилені Судом Справедливости. Згодом Італія приєдналася до регламенту про єдиний патент у вересні 2015 року, так що всі країни-члени ЄУ, крім Іспанії та Хорватії, тепер беруть участь у розширеній співпраці щодо єдиного патенту.
Унітарна патентна система діє з 1 червня 2023 року, дати набрання чинности Угодою про ЄПС.

## Передумови

### Законодавча історія

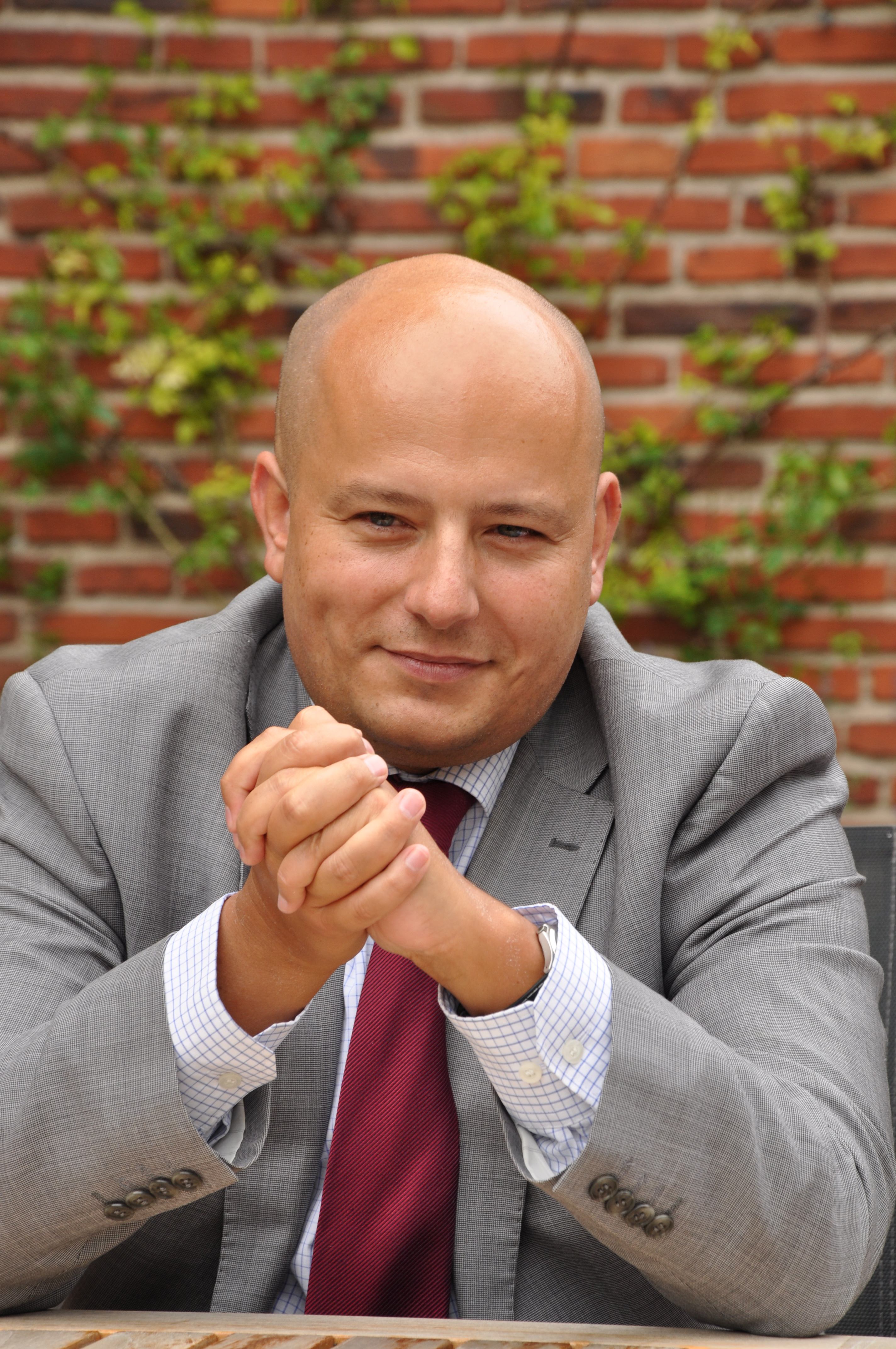
У 2011 році Миколай Довгелевич, польський міністр у справах Європи та економіки, сказав: «Ми притулилися до стіни: одна чи дві країни-члени не бажають йти на компроміс, і прориву не буде до кінця нашого головування».

У 2009 році було опубліковано три проєкти документів щодо патенту спільноти:
1. Регламент Ради щодо патенту спільноти,[13]
2. Угода про Європейський патентний суд і суд Спільноти (відкритий для Європейської Спільноти та всіх держав Європейської патентної конвенції)[14]
3. Рішення про початок переговорів щодо цього Договору

Ґрунтуючись на цих документах, 6 липня 2009 року Європейська Рада звернулася до Суду Європейської Унії з проханням надати висновок щодо сумісности передбачуваної Угоди з законодавством ЄУ: «Чи передбачена угода про створення Єдиної системи розгляду патентних спорів (наразі вона називається Судом з патентів Європи та Спільноти) сумісна з положеннями Договору про заснування Європейської Спільноти?».
У грудні 2010 року дванадцять держав-членів запропонували використовувати процедуру розширеної співпраці, згідно з якою статті 326–334 Договору про функціонування Європейської Унії передбачають, що група держав-членів Європейської Унії може обрати співпрацю з певної теми, щоб створити єдиний патент, застосовний у всіх державах-членах Європейської Унії. Використання цієї процедури використовувалося лише один раз у минулому для узгодження правил щодо застосовного права при розлученні в кількох державах-членах ЄУ.
На початку 2011 року двадцять п’ять держав-членів звернулися до Європейської комісії з проханням взяти участь, крім Іспанії та Італії, головним чином через триваючі проблеми з перекладом. 15 лютого Європейський парламент схвалив використання процедури посиленої співпраці для єдиної патентної охорони шляхом голосування 471 проти 160, а 10 березня 2011 року Рада дала дозвіл. Двома днями раніше, 8 березня 2011 року, Суд Європейської Унії опублікував свій висновок, заявивши, що проєкт Угоди про створення Суду з патентів Європи та Спільноти буде несумісним із законодавством ЄУ. Того ж дня угорське головування в Раді наполягало, що цей висновок не вплине на процедуру посиленої співпраці.
У листопаді 2011 року переговори щодо системи посиленої співпраці, як повідомляється, просувалися швидко — на думку деяких, надто швидко. Було оголошено, що імплементація потребує відповідного європейського регламенту та угоди Суду між державами, які вирішили взяти участь. Європарламент схвалив продовження переговорів у вересні. Проєкт угоди був опублікований 11 листопада 2011 року та був відкритий для всіх держав-членів Європейської  Унії, але не для інших держав Європейської патентної конвенції. Однак серйозна критика пропозиції залишилася здебільшого невирішеною. На засіданні Ради з питань конкурентоспроможности 5 грудня не вдалося узгодити остаточний текст. Зокрема, не було досягнуто згоди щодо того, де повинен бути розташований Центральний відділ Єдиного патентного суду, «з Лондоном, Мюнхеном і Парижем як міста-кандидати».
Головування Польщі 16 грудня 2011 року визнало, що не досягнуто згоди «в питанні розташування центрального відділу». Таким чином, головування Данії успадкувало це питання. За словами Президента Європейської комісії в січні 2012 року, єдиним питанням, яке залишилося вирішити, було місце розташування Центрального відділу Суду. На саміті ЄУ наприкінці січня 2012 року учасники домовилися наполягати на завершенні розробки системи до червня. 26 квітня Герман ван Ромпей, президент Європейської ради, написав членам ради, зазначивши, що «це важливе питання обговорювалося протягом багатьох років, і зараз ми дуже близькі до остаточної угоди... Ця угода потрібна зараз, тому що це питання має вирішальне значення для інновацій і зростання. Я дуже сподіваюся, що останнє невирішене питання буде вирішено на травневій Раді з питань конкурентоспроможности. Якщо ні, я розгляну це на червневій Європейській раді». Рада з питань конкурентоспроможности зібралася 30 травня і не досягла згоди.
Зрештою на червневій Європейській раді (28–29 червня 2012 р.) було досягнуто компромісної угоди щодо місця розташування об’єднаного суду, згідно з яким центральний поділ згідно з технологією розподілився між Парижем (головним місцем), Лондоном і Мюнхеном. Однак 2 липня 2012 року Європейський парламент вирішив відкласти голосування після того, як Європейська рада вирішила змінити механізми, попередньо схвалені членами Європарламенту під час переговорів з Європейською радою. Зміна була визнана суперечливою та включала вилучення трьох ключових статей (6–8) із законодавства, спрямованих на обмеження компетенції Суду Європейської Унії в унітарних патентних спорах. 9 липня 2012 року Комітет з юридичних питань Європейського парламенту обговорив патентний пакет після рішень, ухвалених Генеральною радою 28–29 червня 2012 року за закритими дверима в присутності депутата Європарламенту Бернхарда Рапкая. У пізнішому прес-релізі Рапкея цитується юридичний висновок, наданий Юридичною службою Європейського парламенту, який підтверджує занепокоєння євродепутатів щодо схвалення рішення недавнього саміту ЄУ про видалення зазначених статей, оскільки це «скасовує основні аспекти основного патентного захисту». Таким чином, загальноєвропейський єдиний захист інтелектуальної власности не існував би, що призвело б до того, що вимоги відповідного договору ЄУ не були б дотримані, і що Європейський суд міг би визнати законодавство недійсним. Наприкінці 2012 року між Європейським парламентом і Європейською радою було досягнуто нового компромісу, в тому числі щодо обмеженої ролі Суду Справедливости. Об’єднаний суд застосовуватиме Угоду про об’єднаний патентний суд, яка вважається національним патентним правом з точки зору права ЄС, але все ще є однаковою для кожного учасника.. Законодавство щодо механізму розширеного співробітництва було схвалено Європейським парламентом 11 грудня 2012 року, а положення було підписано офіційними особами Європейської ради та Європейського парламенту 17 грудня 2012 року.
30 травня 2011 року Італія та Іспанія оскаржили в СЄУ дозвіл ради на використання розширеної співпраці для запровадження тримовної (англійська, французька, німецька) системи для єдиного патенту, яку вони вважали дискримінаційною для своїх мов, на тій підставі, що вона не відповідає договорам ЄУ. У січні 2013 року генеральний адвокат Ів Бот рекомендував суду відхилити скаргу. Пропозиції генерального адвоката мають лише консультативний характер, але, як правило, суд виконує їх. Справу було відхилено судом у квітні 2013 року, однак Іспанія подала дві нові скарги в Суд Справедливости у березні 2013 року проти правил, що впроваджують унітарний патентний пакет. Судове засідання по обох справах було призначено на 1 липня 2014 р. Генеральний адвокат Ів Бот опублікував свою думку 18 листопада 2014 року, пропонуючи відхилити обидва позови ( ECLI:EU:C:2014:2380 і ECLI:EU:C:2014:2381 ). Суд виніс свої рішення 5 травня 2015 року як ECLI:EU:C:2015:298 і ECLI:EU:C:2015:299 повністю відхиляючи позови Іспанії. Після запиту свого уряду, Італія стала учасницею унітарних патентних правил у вересні 2015 року.

### Європейські патенти
Європейські патенти видаються відповідно до положень Європейської патентної конвенції (ЄПК), через уніфіковану процедуру в Європейському патентному офісі (ЄПО). Хоча при подачі заявки на європейський патент автоматично вказуються всі 39 Договірних держав, після видачі європейський патент стає пакетом «національних» європейських патентів. На відміну від уніфікованого характеру європейської патентної заявки, виданий європейський патент, по суті, не має уніфікованого характеру, за винятком централізованої процедури заперечення (яка може бути ініційована протягом 9 місяців від дати видачі патенту будь-ким, крім власника патенту), а також централізованих процедур обмеження та анулювання (які можуть бути ініційовані тільки власником патенту). Іншими словами, європейський патент в одній Договірній державі, тобто «національний» європейський патент, є фактично незалежним від такого ж європейського патенту в кожній іншій Договірній державі, за винятком процедур заперечення, обмеження та відкликання. Захист європейських патентів регулюється національним законодавством. Відмова від європейського патенту, його анулювання або обмеження в одній державі не впливає на дію європейського патенту в інших державах.
У той час як ЄПС вже надав можливість групі держав-членів дозволити європейським патентам мати унітарний характер також після видачі, досі лише Ліхтенштейн і Швейцарія вирішили створити єдину зону захисту (див. Унітарний патент (Швейцарія та Ліхтенштейн)).
Подавши запит на отримання унітарної дії протягом одного місяця після видачі патенту, власник патенту може отримати єдину охорону в країнах-членах Європейської Унії за один крок, що значно спрощує отримання патентної охорони на більшій частині території ЄУ. Унітарна патентна система співіснує з національними патентними системами та європейським патентом без унітарної дії. Дія унітарного патенту не поширюється на країни ЄПК, які не є членами Європейської Унії, наприклад, на Сполучене Королівство або Туреччину.

## Правовий ґрунт та реалізація
Реалізація унітарного патенту базується на трьох правових інструментах:
- Регламент (ЄС) № 1257/2012 Європейського Парламенту та Ради від 17 грудня 2012 року про впровадження посиленої співпраці у сфері створення єдиної патентної охорони;
- Регламент Ради (ЄС) № 1260/2012 від 17 грудня 2012 року про впровадження поглибленої співпраці у сфері створення єдиного патентного захисту щодо застосовних домовленостей про переклад;
- Угода про Єдиний патентний суд.

Таким чином, унітарний патент ґрунтується на законодавстві ЄС, а також на Європейській патентній конвенції (ЄПК). Стаття 142 ЄПК забезпечує правову основу для створення спільної системи патентів для сторін EPC.  Раніше лише Ліхтенштейн і Швейцарія використовували цю можливість для створення єдиної зони охорони (див. Унітарний патент (Швейцарія та Ліхтенштейн)).

### Регламент про унітарний патент
Перші два регламенти були схвалені Європейським парламентом 11 грудня 2012 року, з подальшою заявкою для 25 держав-членів, які тоді беруть участь у розширеній співпраці щодо єдиного патенту (усі тодішні держави-члени ЄС, крім Хорватії, Італії та Іспанії). Інструменти були прийняті як регламенти ЄУ № 1257/2012 і № 1260/2012 17 грудня 2012 року та набули чинности в січні 2013 року. Після запиту свого уряду, Італія стала учасником унітарних патентних правил у вересні 2015 року.
Станом на березень 2025 року жодна з двох країн, що залишилися не учасниками унітарного патенту (Іспанія та Хорватія), не подала запит до Європейської комісії про участь.
Хоча формально Правила застосовуватимуться до всіх 25 держав-учасниць з моменту набуття чинности Угодою про ЄПС для першої групи ратифікаторів, унітарна дія нещодавно виданих унітарних патентів поширюватиметься лише на ті з 25 держав, де Угода UPC набула чинності, тоді як патентне покриття для інших держав-учасниць без ратифікації Угоди про ЄПС покриватиметься звичайним європейським патентом, що існує в кожній із цих держав.
Унітарна дія унітарних патентів означає єдиний збір за продовження, єдине право власности, єдиний об’єкт власности, єдиний суд (Єдиний патентний суд) і однакову охорону, що означає, що анулювання, а також провадження щодо порушення мають вирішуватися для унітарного патенту в цілому, а не для кожної країни окремо. Проте ліцензування залишається можливим для частини унітарної території.

### Роль Європейського патентного офісу
Деякі адміністративні завдання, пов’язані з європейськими патентами з унітарною дією, виконуються Європейським патентним офісом відповідно до статті 143(1) ЄПС. Ці завдання включають збір зборів за продовження та реєстрацію єдиної дії після надання, реєстрацію ліцензій і заяв про те, що ліцензії доступні будь-якій особі. Рішення Європейського патентного відомства щодо унітарного патенту можна оскаржити в Єдиному патентному суді, а не в апеляційних радах ЄПО.

### Вимоги до перекладу європейського патенту з унітарною дією
Для унітарного патенту зрештою переклад не потрібен (за винятком певних обставин у разі суперечки), що, як очікується, значно зменшить витрати на охорону всієї сфери. Проте Регламент № 1260/2012 передбачає, що протягом перехідного періоду, що становить мінімум шість років і не більше дванадцяти років, необхідно надати один переклад. Зокрема, необхідно надати повний переклад опису європейського патенту англійською мовою, якщо мова провадження в ЄПО була французькою чи німецькою, або будь-якою іншою офіційною мовою ЄС, якщо мова провадження в ЄПО була англійською. Такий переклад не матиме юридичної сили і буде «тільки для інформаційних цілей». Крім того, буде машинний переклад, який, за словами регламенту, буде «тільки для інформаційних цілей і не матиме жодної юридичної сили».

#### Порівняння з поточними вимогами до перекладу традиційних європейських патентів
У кількох державах, які підписали ЄПС, для національної частини традиційного пакетного європейського патенту (тобто для європейського патенту без єдиної сили) переклад має бути подано протягом тримісячного терміну після публікації видачі в Європейському патентному бюлетені відповідно до статті 65 ЄПС, інакше патент вважається таким, що ніколи не існував (void ab initio) у цьому стані. Для 22 сторін Лондонської угоди цю вимогу вже скасовано або зменшено (наприклад, шляхом відмови від вимоги, якщо патент доступний англійською мовою, та/або вимоги лише перекладу формули винаходу).
Нижче наведено вимоги до перекладу для держав-учасниць розширеної співпраці щодо унітарного патенту:
| Держава-учасниця (жирний шрифт: застосовуються унітарні патенти)                                  | Вимоги до перекладу європейського патенту без унітарної дії           | Вимоги до перекладу європейського патенту з єдиною силою |
| ------------------------------------------------------------------------------------------------- | --------------------------------------------------------------------- | --- |
| Бельгія, Франція, Німеччина, Ірландія, Люксембург                                                 | Жодного                                                               | Протягом перехідного періоду мінімум 6 років і максимум 12 років: один переклад, щоб унітарний патент був доступний англійською та принаймні іншою офіційною мовою ЄУ. Після перехідного періоду: немає. |
| Латвія, Литва, Словенія                                                                           | Претензії офіційною мовою відповідної держави                         | Протягом перехідного періоду мінімум 6 років і максимум 12 років: один переклад, щоб унітарний патент був доступний англійською та принаймні іншою офіційною мовою ЄУ. Після перехідного періоду: немає. |
| Данія, Фінляндія, Угорщина, Нідерланди, Швеція                                                    | Опис англійською мовою, претензії офіційною мовою відповідної держави | Протягом перехідного періоду мінімум 6 років і максимум 12 років: один переклад, щоб унітарний патент був доступний англійською та принаймні іншою офіційною мовою ЄУ. Після перехідного періоду: немає. |
| Австрія, Болгарія, Кіпр, Чехія , Естонія, Греція, Мальта, Польща, Португалія, Румунія, Словаччина | Переклад повного патенту на офіційну мову відповідної держави         | Протягом перехідного періоду мінімум 6 років і максимум 12 років: один переклад, щоб унітарний патент був доступний англійською та принаймні іншою офіційною мовою ЄУ. Після перехідного періоду: немає. |

### Унітарний патент як об'єкт власности
Стаття 7 Регламенту № 1257/2012 передбачає, що, як об’єкт власности, європейський патент з єдиною силою розглядатиметься «в повному обсязі та в усіх державах-членах-учасницях як національний патент держави-члена-учасника, в якій цей патент має єдину дію та в якій заявник мав своє/його місце проживання або основне місце діяльности або, за замовчуванням, мав місце діяльности на дату подання заявки на європейський патент». Якщо заявник не мав місця проживання в державі-учасниці, застосовуватиметься законодавство Німеччини. Уллріх розкритикував систему, яка схожа на торговельну марку та промисловий зразок Спільноти, як таку, що «суперечить як меті створення єдиного патентного захисту, так і первинному законодавству ЄУ».

### Угода про Єдиний патентний суд
Угода про Єдиний патентний суд забезпечує правову основу для Єдиного патентного суду (ЄПС): патентного суду для європейських патентів (з унітарною дією та без такої), що має юрисдикцію в тих країнах, де Угода діє. На додаток до положень щодо структури суду, він також містить матеріальні положення, що стосуються права заборонити використання винаходу та дозволеного використання особами, які не є власниками патенту (наприклад, для приватного некомерційного використання), попередні та постійні судові заборони. Угода про набуття чинности ЄПС відбулася після того, як Німеччина здала на зберігання свою ратифікаційну грамоту Угоди про ЄПС, що запустило зворотний відлік до набрання Угодою чинности 1 червня 2023 року.

#### Сторони
Угоду про ЄПС було підписано 19 лютого 2013 року 24 державами-членами ЄУ, включаючи всі держави, які на той час брали участь у заходах посиленої співпраці, за винятком Болгарії та Польщі. Болгарія підписала угоду 5 березня 2013 року після внутрішніх адміністративних процедур. Італія, яка спочатку не приєдналася до заходів розширеного співробітництва, але згодом приєдналася, підписала угоду про ЄПС. Угода залишається відкритою для приєднання для всіх інших держав-членів ЄУ, причому всі країни-члени Європейської Унії, крім Іспанії та Польщі, підписали Угоду. Держави, які не беруть участі в правилах єдиного патенту, все ще можуть стати сторонами угоди ЄПС, що дозволить новому суду розглядати європейські патенти, валідовані в країні.
18 січня 2019 року Kluwer Patent Blog написав, що «протягом кількох років повторюваною темою було те, що “ЄПС почне діяти наступного року”». Тоді основними перешкодами вважалися Brexit і скарга до Конституційного суду Німеччини. Німецький конституційний суд у своєму рішенні від 13 лютого 2020 року вперше виступив проти ратифікації Угоди на тій підставі, що німецький парламент не проголосував необхідною більшістю голосів (2/3 згідно з рішенням суду). Після повторного голосування та подальших, цього разу безуспішних, конституційних скарг, Німеччина офіційно ратифікувала Угоду про УПК 7 серпня 2021 року. Сполучене Королівство ратифікувало Угоду у квітні 2018 року, але згодом вийшла з неї після Brexit.
Станом на набуття чинности ЄПС 1 червня 2023 року Угоду ратифікували 17 країн. Румунія ратифікувала угоду в травні 2024 року і приєднається як 18-й член-учасник 1 вересня 2024 року.

#### Юрисдикція
Єдиний патентний суд має виключну юрисдикцію у справах про порушення та анулювання європейських патентів з унітарною силою, а протягом перехідного періоду – невиключну юрисдикцію щодо європейських патентів без унітарної дії в державах, де застосовується Угода, якщо тільки власник патенту не вирішить відмовитися. Крім того, він має юрисдикцію розглядати справи проти рішень Європейського патентного офісу щодо унітарних патентів. Як суд кількох держав-членів Європейської Унії він може (Суд першої інстанції) або повинен (Апеляційний суд) подавати преюдиційні запити до Суд Справедливости, якщо тлумачення законодавства ЄУ (включаючи два унітарні патентні договори, але за винятком Угоди про ЄПС) є неочевидним.

#### Організація
Суд має дві інстанції: суд першої інстанції та суд апеляційної інстанції. Апеляційний суд і канцелярія мають свої місцезнаходження в Люксембурзі, тоді як центральний відділ суду першої інстанції матиме місце в Парижі. Центральний підрозділ має тематичну філію в Мюнхені (локацію в Лондоні ще не замінили на нову в межах ЄУ). Крім того, суд першої інстанції може мати місцеві та регіональні відділення в усіх державах-членах, які бажають створити такі відділення.

### Географічна сфера застосування та запит на отримання унітарної дії
Хоча нормативно-правові акти формально застосовуються до всіх 25 держав-членів, які беруть участь у розширеній співпраці щодо унітарного патенту, з дати, коли Угода про ЄПС набула чинности для першої групи ратифікаторів, унітарні патенти поширюватимуться лише на територію тих держав-учасниць, де Угода про ЄПС набула чинности на момент реєстрації унітарної дії. Якщо територія унітарної дії згодом розшириться на додаткові держави-учасники, для яких Угода про ЄПС пізніше набуде чинности, це буде відображено для всіх згодом зареєстрованих унітарних патентів, але територіальна сфера унітарної дії існуючих унітарних патентів не буде поширена на ці держави.
Унітарний патент може бути поданий через місяць після видачі європейського патенту безпосередньо в ЄПО із зворотною дією з дати видачі. Однак, згідно з проєктом Правил, що стосуються унітарної патентної охорони, унітарна дія буде зареєстрована лише в тому випадку, якщо європейський патент був виданий з однаковим набором пунктів формули винаходу для всіх 25 держав-учасниць у правилах незалежно від того, чи поширюється на них унітарна дія чи ні. Європейські патенти автоматично стають пакетом «національних» європейських патентів після їх видачі. Після надання унітарного ефекту «національні» європейські патенти заднім числом вважатимуться такими, що ніколи не існували на територіях, де діє унітарний патент. Унітарна дія не впливає на «національні» європейські патенти в державах, де унітарний патент не застосовується. Будь-які «національні» європейські патенти, що застосовуються за межами зони «унітарної дії», будуть співіснувати з унітарним патентом.

#### Спеціальні території держав-учасниць
Оскільки унітарний патент запроваджено регламентом ЄУ, очікується, що він буде дійсним не лише на материковій території держав-учасниць, які є сторонами ЄПС, але й на тих їхніх спеціальних територіях, які є частиною Європейської Унії. Станом на квітень 2014 року сюди входять наступні чотирнадцять територій:
- Кіпр: Буферна зона ООН;
- Фінляндія: Аландські острови;
- Франція: Французька Ґвіана, Ґваделупа, Мартініка, Майотта, Реюньйон, Сен-Мартен;
- Німеччина: Бюзінген-ам-Гохрайн, Гельґоланд;
- Греція: гора Атос;
- Португалія: Азорські острови, Мадейра.

На додаток до згаданих вище територій, Європейська патентна конвенція була розширена двома державами-членами, які беруть участь у розширеній співпраці щодо унітарного патенту, щоб охопити деякі з їхніх залежних територій за межами Європейської Унії: На наступних територіях унітарний патент де-факто поширюється через застосування національного (французького чи нідерландського) законодавства:
- Франція: Французькі Південні і Антарктичні Території, Сен-Бартельмі, Сен-П'єр і Мікелон, Волліс і Футуна[81]
- Нідерланди: Карибські Нідерланди, Кюрасао, Сінт-Мартен[82][83]

Однак унітарний патент не поширюється на французькі території Французька Полінезія та Нова Каледонія, оскільки імплементаційне законодавство має бути прийнято цими юрисдикціями (а не національне законодавство Франції, яке вимагається на інших територіях), але цього не було зроблено.

## Витрати
|  |

Плата за продовження планується базуватися на кумулятивних зборах за продовження в чотирьох країнах, де європейські патенти найчастіше підтверджувалися в 2015 році (Німеччина, Франція, Сполучене Королівство та Нідерланди). Це незважаючи на те, що Велика Британія покинула унітарну патентну систему після Brexit. Таким чином, плата за продовження унітарного патенту становитиме від 35 євро на другий рік до 4855 євро на 20-й рік. Плата за продовження стягуватиметься ЄПВ, при цьому ЄПВ залишатиме 50% зборів, а інші 50% перерозподілятимуться між державами-учасницями.
Вимоги щодо перекладу, а також вимога сплачувати щорічні збори за підтримку патенту в окремих країнах наразі роблять європейську патентну систему дорогим для отримання охорони в усій Європейській Унії.
В оцінці впливу від 2011 року Європейська комісія підрахувала, що витрати на отримання патенту в усіх 27 країнах ЄУ впадуть з понад 32 000 євро (головним чином через витрати на переклад) до 6 500 євро (для комбінації патенту ЄС, Іспанії та Італії) через запровадження єдиного патенту. Вартість патенту ЄУ на душу населення оцінювалася лише в 6 євро/мільйон у початкових 25 країнах-учасницях (та 12 євро/мільйон у 27 країнах ЄУ для захисту за допомогою унітарного, італійського та іспанського патентів).
Проте те, як Комісія ЄУ представила очікувану економію коштів, піддалося різкій критиці як перебільшене та засноване на нереалістичних припущеннях. Комісія ЄУ особливо врахувала витрати на підтвердження європейського патенту в 27 країнах, тоді як насправді лише близько 1% усіх виданих європейських патентів наразі підтверджено у всіх 27 країнах ЄУ. Виходячи з більш реалістичних припущень, очікується, що економія коштів буде набагато нижчою, ніж насправді стверджує комісія.  Наприклад, ЄПВ підрахувало, що для середнього патенту на EP, підтвердженого та збереженого в 4 країнах, загальна економія становитиме від 3% до 8%.

## Статистика
За перший рік дії унітарного патенту, тобто з 1 червня 2023 року по 31 травня 2024 року, було зареєстровано понад 27 500 європейських патентів з унітарною дією. Це відповідає майже чверті всіх європейських патентів, виданих за цей період.

## Більш ранні спроби

### 1970-ті та 1980-ті роки: запропонована Патентна конвенція Спільноти
Робота над патентом Спільноти почалася в 1970-х роках, але Конвенція про патенти Спільноти (CPC) була невдалою.
«Люксембурзька конференція з питань патенту Співтовариства» відбулася в 1975 році, і Конвенція про європейський патент для спільного ринку, або (Люксембурзька) Патентна конвенція Спільноти (ПКС), була підписана в Люксембурзі 15 грудня 1975 року 9 державами-членами Європейського економічного співтовариства на той час. Однак ПКС так і не набула чинности. Її не ратифікувала достатня кількість країн.
Через чотирнадцять років 15 грудня 1989 року в Люксембурзі було укладено Угоду про патенти Спільноти. Вона намагалася реанімувати проєкт ПКС, але також провалилася. Ця Угода складалася зі зміненої версії оригінальної Патентної конвенції Спільноти. Угоду підписали 12 держав: Бельгія, Данія, Франція, Німеччина, Греція, Ірландія, Італія, Люксембург, Нідерланди, Португалія, Іспанія та Сполучене Королівство. Усі ці держави мали б ратифікувати Угоду, щоб вона набула чинности, але лише сім зробили це: Данія, Франція, Німеччина, Греція, Люксембург, Нідерланди та Сполучене Королівство.
Тим не менш, більшість держав-членів Європейської економічної спільноти (ЄЕС) на той час запровадили певну гармонізацію у свої національні патентні закони в очікуванні вступу в силу ПКС. Більш суттєва гармонізація відбулася приблизно в той самий час для врахування Європейської патентної конвенції та Страсбурзької конвенції.

### 2000–2004: Пропозиція щодо регулювання ЄС
У 2000 році відновлення зусиль Європейської Унії призвело до пропозиції Регламенту щодо патентів Спільноти, іноді скорочено CPR. Він передбачає, що патент після того, як його видано Європейським патентним офісом (ЄПО) однією з процедурних мов (англійською, німецькою або французькою) і опубліковано цією мовою, з перекладом формули винаходу на дві інші процедурні мови, буде дійсним без будь-якого подальшого перекладу. Ця пропозиція спрямована на значне скорочення витрат на переклад.
Тим не менш, додаткові переклади можуть стати необхідними під час судового розгляду проти підозрюваного порушника. У такій ситуації підозрюваний порушник, який не зміг ознайомитися з текстом патенту офіційною мовою держави-члена, в якій він проживає, вважається таким, доки не буде доведено протилежне, що свідомо не порушував патент. Для захисту підозрюваного порушника, який у такій ситуації діяв ненавмисно, передбачено, що власник патенту не зможе отримати відшкодування збитків за період до перекладу патенту, про який порушник був повідомлений.
Запропонований Регламент щодо патентів Спільноти також мав створити суд, який має виключну юрисдикцію визнавати недійсними видані патенти; таким чином, дійсність патенту Спільноти буде однаковою в усіх країнах-членах ЄУ. Цей мав бути приєднаний до нинішнього Суд Справедливості та суду першої інстанції шляхом використання положень Ніццького договору.
Обговорення щодо патенту Спільноти досягло явного прогресу в 2003 році, коли 3 березня 2003 року було досягнуто політичної угоди. Однак через рік, у березні 2004 року під головуванням Ірландії, Рада з питань конкурентоспроможности не змогла узгодити деталі Регламенту. Зокрема, затримки часу для перекладу претензій та автентичного тексту претензій у разі порушення залишалися проблемними питаннями під час обговорень і врешті виявилися нерозв’язними.
З огляду на труднощі в досягненні угоди щодо патенту Спільноти, були запропоновані інші юридичні угоди за межами правової бази Європейської Унії, щоб зменшити вартість перекладу (патентів, коли вони надані) і судових розглядів, а саме Лондонська угода, яка набула чинности 1 травня 2008 року, і яка зменшила кількість країн, які вимагають перекладу європейських патентів, виданих сьогодні відповідно до Європейської патентної конвенції, і відповідні витрати на отримання європейського патенту  — і Європейська патентна судова угода (EPLA), пропозиція, яка наразі втратила чинність.

#### Реакція на невдачу

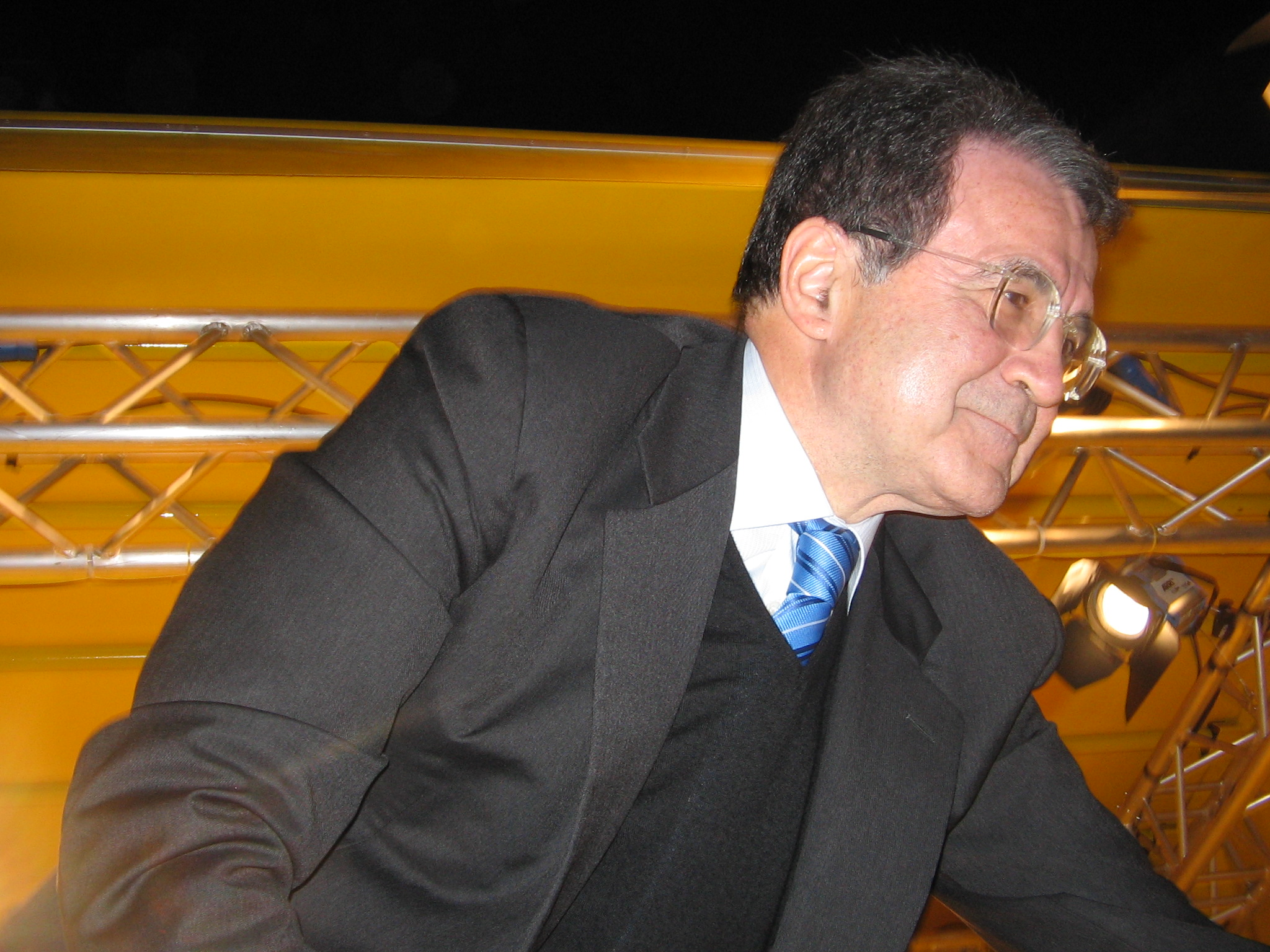
Романо Проді (тут, на фото, зробленому в 2006 році) назвав невдачу домовитися про загальноєвропейський патент як слабке місце свого п’ятирічного терміну перебування на посаді президента Європейської комісії.

Після ради в березні 2004 року комісар ЄУ Фріц Болькештайн сказав, що «нездатність досягти згоди щодо патенту Спільноти, я боюся, підриває довіру до всієї Спільноти, спрямованої на те, щоб до 2010 року Європа стала найбільш конкурентоспроможною економікою у світі». Додавши:
Для мене залишається загадкою, як міністри так званої «Ради з питань конкурентоспроможности» можуть зберігати спокійне обличчя, коли вони ухвалюють висновки для весняної Європейської Ради щодо підвищення конкурентоспроможности Європи, і в той же час на наступному диханні відступають від політичної угоди, яка вже була досягнута щодо основних принципів Патенту Спільноти в березні минулого року. Я можу лише сподіватися, що одного дня корисливі протекціоністські інтереси, які стоять на заваді досягненню згоди щодо цього життєво важливого заходу, будуть відсунуті на другий план переважною важливістю та інтересами європейської обробної промисловости та конкурентоспроможности Європи. Цей день ще не настав.
Джонатан Тодд, речник Комісії з питань внутрішнього ринку, заявив:
Зазвичай, після вироблення спільного політичного підходу, текст регламенту узгоджується дуже швидко. Натомість деякі держави-члени, схоже, змінили свою позицію. (...) Вкрай прикро, що конкурентоспроможність європейської промисловости, інновації та дослідження і розробки приносяться в жертву заради збереження вузькогрупових інтересів.
Президент Європейської комісії Романо Проді, якого попросили оцінити свій п'ятирічний термін, назвав слабкою стороною нездатність багатьох урядів ЄУ реалізувати «Лісабонський порядок денний», узгоджений у 2001 році. Зокрема, він згадав про нездатність узгодити загальноєвропейський патент або навіть мови, які будуть використовуватися для такого патенту, «оскільки держави-члени не прийняли зміни в правилах; вони не були послідовними».

### З 2005 року: безвихідь і нові дебати

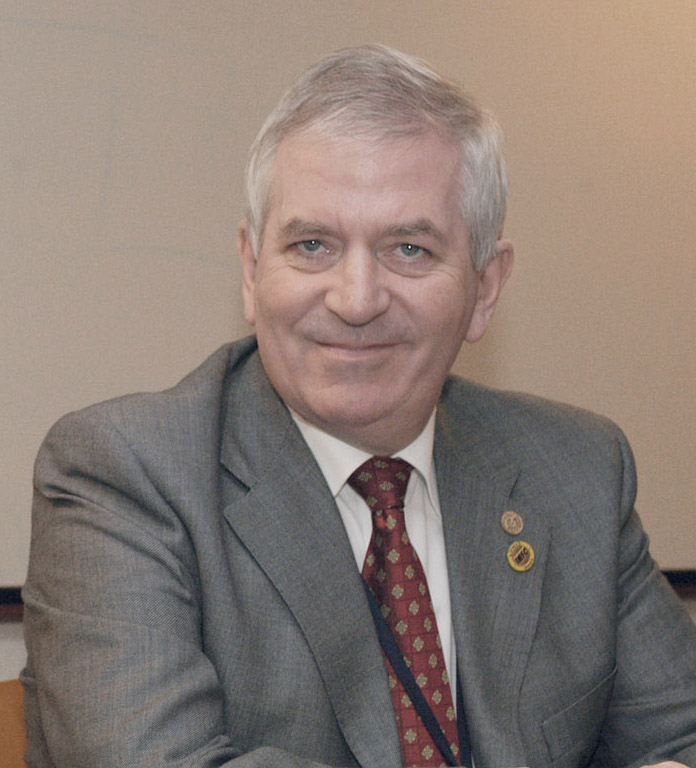
У 2007 році Чарлі Маккріві сказав, що пропозиція щодо загальноєвропейського патенту застрягла в бруді.

Таким чином, у 2005 році патент Спільноти виглядав малоймовірним для впровадження в найближчому майбутньому. Однак 16 січня 2006 року Європейська комісія «розпочала публічні консультації щодо того, як майбутні дії в патентній політиці, спрямовані на створення загальноєвропейської системи захисту, можуть найкраще врахувати потреби зацікавлених сторін». Патент Спільноти був одним з питань, на яких зосереджувалася консультація. Було отримано понад 2500 відповідей. За даними Європейської комісії, консультації показали, що патент Співтовариства користується широкою підтримкою, але не за будь-яку ціну, і «зокрема, не на основі Спільного політичного підходу, досягнутого міністрами ЄУ у 2003 році».
У лютому 2007 року комісар Чарлі Маккріві заявив:
Пропозиція щодо загальноєвропейського патенту застрягла в багнюці. З обговорень з державами-членами мені зрозуміло, що наразі немає консенсусу щодо того, як покращити ситуацію.
У квітні 2007 року Європейська комісія випустила Білу книгу, яка прагне «поліпшити патентну систему в Європі та пожвавити дискусію з цього питання». 18 квітня 2007 року на Європейському патентному форумі в Мюнхені, Німеччина, Ґюнтер Фергойґен, віце-президент Європейської комісії, сказав, що його пропозиція щодо підтримки європейської економіки полягала в «ратифікації Лондонської угоди всіма державами-членами та створенні європейського патентного судочинства, щоб досягти швидкого впровадження патенту Спільноти, що є необхідним». Він також сказав, що вважає, що це можна зробити протягом п'яти років.
У жовтні 2007 року Португалія, яка головувала в Раді Європейської Унії, запропонувала патентну юрисдикцію ЄУ, «багато запозичуючи відхилений проєкт Європейської патентної судової угоди (EPLA)». У листопаді 2007 року було повідомлено, що міністри ЄУ досягли певного прогресу в створенні патентної правової системи Спільноти, а «деякі конкретні результати» очікуються в 2008 році.
У 2008 році була запропонована ідея використання машинного перекладу для перекладу патентів, щоб вирішити мовну проблему, яка частково відповідає за блокування прогресу щодо патенту спільноти. Тим часом єврокомісар з питань підприємництва та промисловости Ґюнтер Фергойґен заявив на Європейському патентному форумі в травні 2008 року, що існує «термінова потреба» у патенті Спільноти.

### Угода в грудні 2009 року та мовне питання
У грудні 2009 року повідомлялося, що шведське головування в ЄУ досягло прориву в переговорах щодо патенту Спільноти. Повідомлялося, що прорив передбачає створення єдиного патентного суду для ЄУ, однак міністри визнали, що ще багато роботи, перш ніж патент спільноти стане реальністю.
Згідно з узгодженим планом, ЄУ приєднається до Європейської патентної конвенції як договірна держава, а патенти, видані Європейським патентним офісом, після їх визнання в ЄУ матимуть єдину силу на території Європейської Унії. 10 листопада 2010 року було оголошено, що угоди досягнуто не було, і що, «незважаючи на досягнутий прогрес, [Рада з питань конкурентоспроможности Європейської Унії] не досягла одностайности з невеликим відривом», з коментаторами, які повідомляли, що представник Іспанії, посилаючись на мету уникнути будь-якої дискримінації, «знову довго повторював уперту відмову уряду Мадрида від прийняття «Мюнхенський» тримовний режим (англійська, німецька, французька) Європейської патентної конвенції (ЄПК) як основа для майбутнього патенту ЄС».

## Зауваження
1. ↑  Держави беруть участь в унітарному патенті лише після того, як вони ратифікують Угоду про ЄПС і беруть участь у розширеній співпраці щодо унітарного патенту. У ньому взяли участь усі держави ЄУ, крім Іспанії та Хорватії.
2. ↑  Існує перехідний період тривалістю максимум 12 років з 1 червня 2023 року, протягом якого необхідно подати один переклад англійською мовою, якщо заявка подана французькою або німецькою, або будь-якою офіційною мовою ЄУ, якщо заявка подана англійською мовою.
3. ↑  Не існує послідовного використання певного виразу для позначення «європейського патенту в конкретній зазначеній Договірній державі, для якої він виданий». У статті використовується вираз «національний європейський патент»